# Bảo tàng Mô hình hóa và Hàng không thu nhỏ ở Szczawno-Zdrój
Bảo tàng Mô hình hóa và Hàng không thu nhỏ ở Szczawno-Zdrój (tiếng Ba Lan: Muzeum Modelarstwa i Lotnictwa w Miniaturze w Szczawnie-Zdroju) là một bảo tàng tư nhân tọa lạc tại số 19 phố Kościuszki, Szczawno-Zdrój, Ba Lan. Chủ nhân của bảo tàng là Jerzy Siatkowski, ông đang đảm nhiệm chức vụ giám đốc của Câu lạc bộ Hàng không Vùng đất Wałbrzych.

## Lịch sử
Trong giai đoạn 1998-2008, bảo tàng bố trí triển lãm bên trong các căn phòng của lâu đài Książ ở Wałbrzych. Sau đó, bộ sưu tập của bảo tàng được chuyển đến trưng bày tại trụ sở hiện tại ở Szczawno-Zdrój. Bảo tàng mở cửa trở lại vào năm 2011.

## Hoạt động
Bảo tàng tổ chức các cuộc triển lãm trong bốn phòng. Căn phòng đầu tiên là nơi trưng bày các mô hình máy bay, phần lớn là những chiếc máy bay được sử dụng trong Chiến tranh thế giới thứ hai. Trong căn phòng thứ hai có một xưởng mô hình hàng không. Phòng thứ ba là phòng nghe nhìn và chứa các thiết bị mô phỏng bay. Phòng cuối cùng là nơi trưng bày các danh hiệu hàng không. Căn phòng này cũng chứa một thư viện với bộ sưu tập hơn 200 bộ phim về hàng không. Bên cạnh hoạt động triển lãm, bảo tàng còn thực hiện nhiều hoạt động giáo dục.

## Giờ mở cửa
Du khách có thể đến tham quan bảo tàng khi có sự sắp xếp trước với chủ sở hữu.